# Taça de Portugal de Futebol de Praia
O Taça de Portugal de Futebol de Praia é a segunda competição mais importante de futebol de praia de Portugal. Criada em 2019, é organizada pela Federação Portuguesa de Futebol.

## Taça de Portugal
A Taça de Portugal de Futebol de Praia é disputada por equipas de todo o país e de ambas as divisões nacionais num sistema de eliminatórias.

## Edições
| Época | Final    | Final     | Final                  |
| Época | Vencedor | Resultado | Finalista              |
| 2019  | SC Braga | 8–4       | Sporting CP            |
| 2021  | SC Braga | 7–2       | Casa Benfica de Loures |
| 2022  | SC Braga | 6–2       | ACD Sótão              |
| 2023  | SC Braga | 8–5       | AFD Torre              |
| 2024  | SC Braga | 10–3      | AD Nazaré              |

## Palmarés
| Clube    | Títulos | Anos dos Títulos             |
| SC Braga | 5       | 2019, 2021, 2022, 2023, 2024 |